# Konsum Domus Jönköpings län
Konsum Domus Jönköpings län var en svensk konsumentförening som omfattade större delen av Jönköpings län 1966–1991.
Föreningen bildades årsskiftet 1965/1966 genom sammanslagning av flera konsumentföreningar i Jönköpings län. De samgående föreningarna var Konsumtionsföreningen Göta i Jönköping, föreningen Smålands Högland i Nässjö, Konsumtionsföreningen Union i Huskvarna samt den i Tranås.  De samgående föreningarna hade tillsammans över 100 butiker, 800 anställda, 30 000 medlemmar och en årlig försäljning på 110 miljoner kronor.
År 1977 beslutade Reftele konsumtionsförening sig för att uppgå i Konsum Domus Jönköpings län.
År 1987 öppnade föreningen Obs! A6 vid A6 center.
Mot slutet av led föreningen av allt större ekonomiska problem. Kooperativa förbundet startade i januari 1990 KF Föreningsutveckling AB för att rehabilitera föreningar med ekonomiska problem. Detta bolag tog omedelbart över butiksverksamheten i Konsum Domus Jönköpings län.
År 1991 bildades Konsumentföreningen Göta genom sammanslagning av Konsum Domus Jönköpings län, Konsum Kronoberg och två mindre föreningar. Den nya föreningen övertog Konsum Domus Jönköpings läns verksamhet från KF, med undantag för Obs! A6 som KF behöll.
Tore Almgren var föreningschef från bildandet till 1969 när han blev chef för Konsum Alfa i Gävle. Han efterträddes av Stig Lundahl. Lundahl utsågs 1977 till ekonomidirektör i KF. Han efterträddes av Olof Mikaelsson som innehade tjänsten till 1984.